# Vladan Kovačević
Vladan Kovačević (en serbio: Владан Ковачевић; Bania Luka, 11 de abril de 1998) es un futbolista bosnio que juega de portero en el Norwich City F. C. de la EFL Championship inglesa.

## Trayectoria
Empezó a jugar al fútbol en el club de su ciudad natal FK Željezničar Banja Luka, antes de incorporarse a la cantera del FK Sarajevo en 2014.
En febrero de 2018 fue enviado cedido por seis meses al FK Sloboda Mrkonjić Grad. Debutó como profesional contra el FK Kozara Gradiška el 17 de marzo, a la edad de 19 años.
En agosto firmó un nuevo contrato de cinco años con Sarajevo. El 5 de agosto debutó oficialmente con el equipo contra el FK Sloboda Tuzla. Ganó su primer título con el club el 15 de mayo de 2019, al vencer al NK Široki Brijeg en la final de la Copa de Bosnia.

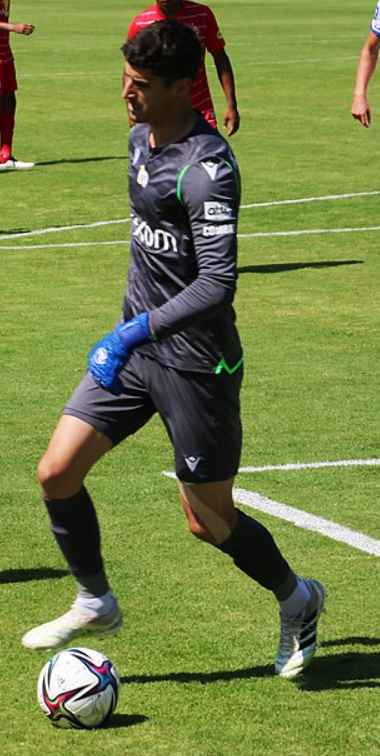
Kovačević con el Raków Częstochowa.

En junio de 2021 fue traspasado al equipo polaco Raków Częstochowa por una cantidad no revelada. Debutó en competición con el club en el partido de la Supercopa de Polonia 2021 contra el Legia de Varsovia el 17 de julio y consiguió ganar su primer trofeo. Una semana más tarde debutó en liga contra el Piast Gliwice.
En julio de 2022 prorrogó su contrato hasta junio de 2026.
El 5 de junio de 2024 el Sporting C. P. anunció su fichaje por 6 millones de euros. Firmó un contrato de cinco años, con una cláusula de rescisión de 60 millones de euros. Tras disputar solamente seis encuentros con el club portugués, en febrero de 2025 retornó a Polonia para jugar como cedido en el Legia de Varsovia hasta final de temporada. Tras la misma no regresó a Portugal, ya que fue traspasado al Norwich City F. C.

## Selección nacional
Fue miembro de la selección sub-21 de Bosnia y Herzegovina a las órdenes del seleccionador Vinko Marinović.
En mayo de 2019 recibió su primera convocatoria absoluta con Bosnia y Herzegovina, para los partidos de clasificación para la Eurocopa 2020 contra Finlandia e Italia, pero no debutó.
En febrero de 2023 aceptó una invitación a la selección nacional de Serbia y se esperaba que debutara en junio.  Sin embargo, según las reglas de elegibilidad de la FIFA, sólo puede jugar con la selección nacional de fútbol de Bosnia y Herzegovina.

## Vida personal
Se casó con su novia de toda la vida, Sofija, en junio de 2022. Juntos tienen dos hijas llamadas Zona y Sija.

## Estadísticas

### Clubes
Actualizado al último partido disputado el 11 de mayo de 2025.
| FK Sloboda Mrkonjić Grad Bosnia y Herzegovina | 2.ª           | 2017-18       | 9   | 15  | —  | —  | —  | —  | 9   | 15  |
| FK Sloboda Mrkonjić Grad Bosnia y Herzegovina | Total club    | Total club    | 9   | 15  | 0  | 0  | 0  | 0  | 9   | 15  |
| FK Sarajevo Bosnia y Herzegovina              | 1.ª           | 2018-19       | 30  | 18  | 6  | 2  | 0  | 0  | 36  | 20  |
| FK Sarajevo Bosnia y Herzegovina              | 1.ª           | 2019-20       | 20  | 15  | 1  | 3  | 4  | 7  | 25  | 25  |
| FK Sarajevo Bosnia y Herzegovina              | 1.ª           | 2020-21       | 29  | 21  | 4  | 1  | 4  | 4  | 37  | 26  |
| FK Sarajevo Bosnia y Herzegovina              | Total club    | Total club    | 79  | 54  | 11 | 6  | 8  | 11 | 98  | 71  |
| Raków Częstochowa · Polonia                   | 1.ª           | 2021-22       | 27  | 24  | 1  | 1  | 6  | 3  | 34  | 28  |
| Raków Częstochowa · Polonia                   | 1.ª           | 2022-23       | 28  | 17  | 1  | 0  | 3  | 2  | 32  | 19  |
| Raków Częstochowa · Polonia                   | 1.ª           | 2023-24       | 29  | 33  | 4  | 3  | 14 | 16 | 47  | 52  |
| Raków Częstochowa · Polonia                   | Total club    | Total club    | 84  | 74  | 6  | 4  | 23 | 21 | 113 | 99  |
| Sporting C. P. Portugal                       | 1.ª           | 2024-25       | 4   | 2   | 3  | 6  | 0  | 0  | 7   | 8   |
| Sporting C. P. Portugal                       | Total club    | Total club    | 4   | 2   | 3  | 6  | 0  | 0  | 7   | 8   |
| Legia de Varsovia · Polonia                   | 1.ª           | 2024-25       | 6   | 9   | 1  | 1  | 2  | 4  | 9   | 14  |
| Legia de Varsovia · Polonia                   | Total club    | Total club    | 6   | 9   | 1  | 1  | 2  | 4  | 9   | 14  |
| Total carrera                                 | Total carrera | Total carrera | 182 | 154 | 21 | 17 | 33 | 36 | 236 | 207 |
| (1) Hace referencia a goles encajados         |               |               |     |     |    |    |    |    |     |     |

## Palmarés

### Títulos nacionales
| Título               | Club              | País     | Año  |
| -------------------- | ----------------- | -------- | ---- |
| Supercopa de Polonia | Raków Częstochowa | Polonia  | 2021 |
| Copa de Polonia      | Raków Częstochowa | Polonia  | 2022 |
| Supercopa de Polonia | Raków Częstochowa | Polonia  | 2022 |
| Ekstraklasa          | Raków Częstochowa | Polonia  | 2023 |
| Copa de Polonia      | Legia de Varsovia | Polonia  | 2025 |
| Primeira Liga        | Sporting C. P.    | Portugal | 2025 |